# 蔡學良事件
2008年5月9日，中華民國空軍防空砲兵954旅625營第1連中士蔡學良在靶場進行例行射擊訓練時中彈死亡。此案由於國防部急於以「自殺」結案的態度及諸多違反物理常理的證據，引起家屬高度質疑。2025年5月10國防部舉辦追思活動，取得家屬安慰心情，讓事情平和落幕，監察院調查要求八月前重新釐清案情。

## 經過
2008年5月9日，空軍中士蔡學良隨部隊至陸軍臺東地區指揮部太平營區靶場進行T65步槍實彈射擊訓練，卻突然中槍當場身亡。翌日上午，法醫相驗，指稱是蔡學良是口中含著T65K2步槍槍管飲彈自裁身亡，18小時迅速開立死亡證明結案。

## 疑點
蔡員家屬對國防部以「自殺」結案高度質疑，並指出以下疑點：
1. 如係含槍自裁，為何口腔無火藥反應？
2. 如係含槍自裁，為何腦部X光顯示留有2顆牙齒？
3. 步槍近距離射擊會造成大面積傷口，何以蔡員僅留下1.2公分傷口？(2011年6月20日，蔡學良母親委託友人到美國一處私人靶場，以同款國造六五式步槍與子彈對豬後腿肉進行實彈試射，證明兒子傷勢和實射結果不符)
4. 槍管口驗無唾液與血跡反應，何來含槍之說？
5. 槍身及彈匣驗無指紋，如何拿槍自裁？
6. 為何未尋獲彈頭及進行彈道比對便草率結案？
7. 為何軍事檢察官在事發兩天後才至現場勘驗？
8. 為何法醫違背專業，在死亡證明書上寫下「思想灰色」這種與死亡原因無關之用語？
9. 國防部出示之「遺書」與蔡員部分筆跡不符、驗無指紋、與蔡員隨身攜帶扣案原子筆筆水不符。

## 其他看法
2012年2月，刑事局前法醫石台平於受蘋果日報採訪時並觀看死者照片後，表示：「死者嘴角有細小裂痕，應是口含槍管擊發時，火藥氣體導致口腔劇烈膨脹所造成。」他推測：「口腔雖無明顯火藥殘留，可能是醫護人員急救清理所致；子彈出口小，推測應無硬物阻擋子彈前進，所以輕易穿透，沒形成爆裂傷口。」石台平認為，蔡學良若遭人拿槍射擊，中彈前應會呼救，怎會在場的人聽見槍聲，才發覺蔡學良中彈，故推測應是含槍自殺。

## 家屬後續行動
2014年5月11日，蔡學良母親尤瑞敏在國防部面前展開靜坐絕食抗爭，據其描述：國防部長嚴明曾於三軍俱樂部，在去年的9月25日承諾將進行實彈測試，但遲至當日仍沒有媒體後續的消息；無奈之下做出了絕食的決定，希望政府能提供真相。現場除尤瑞敏發言外，也有另一軍中冤案洪仲丘的家屬胡世和（舅舅）、台北市長參選人柯文哲 到場聲援。國防部發言人則回應無法進行實彈測試的理由，是因為合作測試彈道的單位認為無法配合此次的測試需求，非故意拖延或刁難。5月13日中午，尤瑞敏送醫，公民1985行動聯盟也於當日晚上在國防部前舉辦「513學良追思晚會」，號召民眾參與、關心此議題。
2020年2月10日，國防部送達鑑定報告給尤瑞敏，蔡學良死亡的真相終於揭發，推翻軍方與臺東地檢署「自殺死亡」，以及臺灣高院「意外死亡」的結論。鑑定報告指出，造成蔡學良死亡的原因，並非T65K2步槍，尤瑞敏進一步懷疑，殺害蔡學良的，是當時現場唯一一把手槍。

## 後續發展
2015年4月15日高等法院審理認為：蔡學良並非含槍自殺死亡，是因檢查故障步槍，卻因步槍走火意外，遭近距離射擊傷害死亡，但蔡和連長高中良、少校安全督導官劉世偉2人怠忽職守的過失行為，各有5成責任，今逆轉改判空軍司令部須賠償蔡母148萬731元；此案可上訴。
高等法院審理認為：高中良等2人在本案有違反安全規則行為，有怠於執行職務的過失行為，而當時軍械士蔡學良是前往射擊線第一靶位檢查故障的步槍，卻因步槍走火，意外遭以極近距離射擊，子彈由外射入蔡學良微開口內上牙齦處，造成口內槍傷，因腦爆裂傷害致死，全案屬「步槍走火意外死亡」，並非自殺而口含槍管射擊死亡。

## 外部連結
- 空軍士官蔡學良死亡真相 （页面存档备份，存于）
- 中天第52法庭〈阿兵哥打靶死謎 無子彈、未驗槍速結案〉